# Mioła
Mioła – część Grodna na Białorusi. 
W latach 1921–1939 osada należała do gminy Hoża w ówczesnym województwie białostockim.
Według Powszechnego Spisu Ludności z 1921 roku osadę zamieszkiwały 24 osoby, wszystkie były wyznania rzymskokatolickiego i deklarowało polską przynależność narodową. Były tu 4 budynki mieszkalne. 
Miejscowość należała do parafii świętych apostołów Piotra i Pawła w Hoży. 
Podlegała pod Sąd Grodzki i Okręgowy w Grodnie; Urząd Pocztowy w Hoży.